# 28341 Bingaman
28341 Bingaman este un asteroid din centura principală de asteroizi.

## Descriere
28341 Bingaman este un asteroid din centura principală de asteroizi. A fost descoperit pe 13 martie 1999 la Goodricke-Pigott de Roy A. Tucker. Asteroidul prezintă o orbită caracterizată de o semiaxă mare de 2,90 ua, o excentricitate de 0,02 și o înclinație de 3,0° în raport cu ecliptica.